# Matej Prelog
Matej Prelog (* 13. März 1980 in Maribor) ist ein ehemaliger slowenischer Ruderer.
Prelog war 1998 Fünfter bei den Junioren-Weltmeisterschaften im Zweier ohne Steuermann. 1999 gewann er die Silbermedaille bei den U23-Weltmeisterschaften im Vierer ohne Steuermann. Zusammen mit Janez Klemenčič, Milan Janša und Rok Kolander belegte Prelog bei den Olympischen Spielen 2000 in Sydney den vierten Platz im Vierer ohne Steuermann. 2001 siegte der slowenische Vierer beim Weltcup in Sevilla. Bei den Weltmeisterschaften in Luzern gewannen die Briten vor dem deutschen Vierer, Klemenčič, Janša, Kolander und Prelog erhielten die Bronzemedaille. Im Jahr darauf belegten die vier Slowenen den vierten Platz bei den Weltmeisterschaften in Sevilla. 2003 trat Prelog als Skullruderer an, bei den Weltmeisterschaften in Mailand belegte er zusammen mit Luka Špik den vierten Platz im Doppelzweier. 2004 trat Prelog bei den Weltmeisterschaften in den nichtolympischen Bootsklassen im Vierer mit Steuermann an und wurde im dritten Jahr hintereinander Weltmeisterschaftsvierter. 
Bei den Weltmeisterschaften 2005 in Gifu siegten Luka Špik und Iztok Čop im Doppelzweier. Im Doppelvierer traten die beiden zusammen mit Davor Mizerit und Matej Prelog an und gewannen gemeinsam die Silbermedaille hinter den Polen. 2006 saß Matej Prelog wieder im Vierer ohne Steuermann und ruderte in seiner letzten großen Regatta auf den fünften Platz bei den Weltmeisterschaften in Eton.
Der 1,95 m große Matej Prelog ruderte für DE Branik Maribor.